# 民主左翼党 (斯洛伐克)
民主左翼党（缩写为SDĽ）是斯洛伐克历史上的一个社会民主主义政党。1990年12月1日，捷克斯洛伐克共产党的斯洛伐克分支斯洛伐克共产党改名为“斯洛伐克共产党—民主左翼党”。1991年2月1日，斯洛伐克共产党—民主左翼党改组为民主左翼党，放弃马克思列宁主义意识形态，改宗社会民主主义，仍留在捷克斯洛伐克共产党；8月，捷克斯洛伐克共产党改名为“捷克和摩拉维亚共产党与民主左翼党联盟”；12月14日，民主左翼党退出联盟。1999年11月8日，该党分裂出方向—社会民主党。2004年12月31日，该党并入方向—社会民主党。